# Lucemburská střelecká federace
Lucemburská střelecká federace (francouzsky Federation Luxembourgeoise de Tir aux Armes Sportives, zkratka F.L.T.A.S.) je národní organizace sdružující sportovní střelce v Lucembursku. V roce 2017 sdružuje celkem 22 sportovních střeleckých klubů.